# 塚本連平
塚本 連平（つかもと れんぺい、1963年2月24日 - ）は、日本のテレビドラマ演出家・映画監督。フリーランス。主な代表作品は『時効警察』『ドラゴン桜』『着信アリ2』『ぼくたちと駐在さんの700日戦争』『今日も嫌がらせ弁当』。岐阜県瑞浪市土岐町（現在の土岐市）出身。日本大学芸術学部映画学科監督コース出身。血液型はRh-A型。

## 来歴
主に映画、テレビドラマの監督。脚本家としても『時効警察』等のドラマに参加している。映画『かずら』では福田雄一と共同脚本。企画プロデューサーとしてもドラマ、映画、更に情報バラェテイも開発に携わる。
演出デビュー作（兼プロデューサー）の『寝ないで超Z級映画』では、町山智浩、柳下毅一郎と共に2時間三夜に渡って世界のZ級映画を紹介。世界のジャンル映画、アホ映画のマニアでもある。「Z級映画」の名付け親。映画業界に入ろうと思った動機は、中学生の頃に兄に連れられて映画館で初めて洋画『最後の猿の惑星』『ゲッタウェイ』二本立てを観て、映画が好きになり、監督になりたいと思った。

## 人物
座右の銘は「だめでもともと、出来たらラッキー」。尊敬する人はスティーヴン・キング。将来の夢は海外で話題になる映画を作る。百歳を超えても”しょーもない”と言われる映画・ドラマを撮りつづけたい。好きなものは甘いもの、あなご寿司。

## 略歴
- 1963年：岐阜県土岐市生まれ。
- 1975年：土岐市立駄知小学校 卒業
- 1978年：土岐市立駄知中学校 卒業
- 1981年：岐阜県立瑞浪高等学校 卒業[1]
- 1986年：日本大学芸術学部映画学科監督コース 卒業[1]
- TV番組制作会社を経てフリーの演出家に転身[1]

## 監督作品

### 映画
- 『ゴーストシャウト』（テアトル東京配給、2004年12月18日公開）
- 『着信アリ2』（東宝配給、2005年2月5日公開）　※興行収入10.1億円[2]
- 『ぼくたちと駐在さんの700日戦争』（ギャガ配給、2008年4月5日公開）
- 『非女子図鑑』「死ねない女」（ニューシネマワークショップ配給、2009年5月30日公開）
- 『かずら』（クロックワークス配給、2010年1月30日公開）
- 『ボクは坊さん。』（ファントム・フィルム配給、2015年10月24日公開）企画協力
- 『レオン』（ファントム・フィルム配給、2018年2月24日公開）[3]
- 『今日も嫌がらせ弁当』（ショウゲート配給、2019年6月28日公開）　※興行収入2.49億円
- 『祭りの後は祭りの前』（スターキャット配給、2020年3月6日公開）
- 『僕と彼女とラリーと』 (イオンエンターテイメント配給、2021年10月1日公開)
- 『TELL ME 〜hideと見た景色〜』（KADOKAWA配給、2022年7月8日公開）　※興行収入0.6億円[4]
- 『35年目のラブレター』（東映配給、2025年3月7日公開）

### テレビドラマ
- 『湯けむり女子大生騒動』（1994年、ABC、プロデュース）
- 『大家族ドラマ 嫁の出る幕』（1994年、テレビ朝日、プロデュース）
- 『禁じられた遊び』 （1995年、YTV、プロデュース）
- 『イグアナの娘』（1996年、テレビ朝日、プロデュース）
- 『せいぎのみかた』（1997年、日本テレビ、プロデュース）
- 『おそるべしっっ!!!音無可憐さん』（1998年、テレビ朝日)
- 『可愛いだけじゃダメかしら?』（1999年、テレビ朝日）
- 『傷だらけの女』（1999年、フジテレビ・関西テレビ)
- 『傷だらけの女スペシャル』（1999年、フジテレビ・関西テレビ)
- 『花村大介』（2000年、フジテレビ・関西テレビ）
- 『月下の棋士』（2000年、テレビ朝日)
- 『花村大介スペシャル』（2001年、フジテレビ・関西テレビ）
- 『ルーキー!』（2001年、フジテレビ・関西テレビ）
- 『嫉妬の香り』（2001年、テレビ朝日）
- 『ヨイショの男』（2002年、TBS）
- 『サトラレ』（2002年、テレビ朝日）
- 『アルジャーノンに花束を』（2002年、フジテレビ・関西テレビ）
- 『メッセージ〜言葉が裏切っていく〜』（2003年、日本テレビ・読売テレビ)
- 『OL銭道』（2003年、テレビ朝日)
- 『特命係長 只野仁（第1期）』（2003年、テレビ朝日)
- 『ムコ入り刑事 高山家・明の事件ファイル』（2003年、TBS）
- 『アットホーム・ダッド』（2004年、フジテレビ・関西テレビ)
- 『マザー&ラヴァー』（2004年、フジテレビ・関西テレビ)
- 『特命係長 只野仁（第2期）』（2005年、テレビ朝日）
- 『ドラゴン桜』（2005年、TBS）
- 『鬼嫁日記』（2005年、フジテレビ・関西テレビ）
- 『時効警察』（2006年、テレビ朝日、脚本）
- 『7人の女弁護士』 （2006年、テレビ朝日）
- 『特命係長 只野仁スペシャル'06』（2006年、テレビ朝日）
- 『君が光をくれた』（2006年、TBS）
- 『特命係長 只野仁（第3期）』（2007年、テレビ朝日）
- 『鬼嫁日記いい湯だな』（2007年、フジテレビ・関西テレビ)
- 『オトコの子育て』（2007年、テレビ朝日・ABC)
- 『無理な恋愛』（2008年、フジテレビ）
- 『特命係長 只野仁（第4期）』（2009年、テレビ朝日）
- 『ゴッドハンド輝』（2009年、TBS）
- 『猿ロック』（2009年、日本テレビ・読売テレビ)
- 『プロゴルファー花』（2010年、日本テレビ、読売テレビ)
- 『崖っぷちのエリー〜この世でいちばん大事な「カネ」の話〜』（2010年、テレビ朝日・ABC)
- 『FACE MAKER』（2010年、日本テレビ・読売テレビ)
- 『アスコーマーチ』（2011年、テレビ朝日)
- 『悪党〜重犯罪捜査班』（2011年、テレビ朝日・ABC)
- 『特命係長只野仁ファイナル』（2011年、テレビ朝日）
- 『13歳のハローワーク』（2012年、テレビ朝日)
- 『都市伝説の女』（2012年、テレビ朝日)
- 『死と彼女とぼく』（2012年、テレビ朝日）
- 『匿名探偵』（2012年、テレビ朝日)
- 『ダブルス〜二人の刑事』（2013年、テレビ朝日)
- 『都市伝説の女2』（2013年、テレビ朝日)
- 『夫のカノジョ』（2013年、TBS）
- 『私の嫌いな探偵』（2014年、テレビ朝日)
- 『新解釈・日本史』（2014年、TBS・MBS）
- 『トクボウ～警察庁特別防犯課』（2014年、日本テレビ・読売テレビ)
- 『匿名探偵（第二シリーズ）』（2014年、テレビ朝日)
- 『キャロリング～クリスマスの奇跡』（2014年、NHK BSプレミアム）
- 『僕らプレイボーイズ 熟年探偵社』（2015年、テレビ東京）
- 『お助け司法書士！会津若松“後妻業”殺人』（2015年、テレビ東京）
- 『お迎えデス。』（2016年、日本テレビ）
- 『保険犯罪調査員　佐伯初音　空白の起点』（2016年、テレビ東京）
- 『幸せなら手をたたこう～名曲誕生の知られざる物語～』（2016年、NHK BS1スペシャル）
- 『女の中にいる他人』（2017年、NHK BSプレミアム）
- 『定年女子』（2017年、NHK BSプレミアム）
- 『重要参考人探偵』（2017年、テレビ朝日）
- 『記憶捜査〜新宿東署事件ファイル〜』（2019年、テレビ東京)
- 『博多弁の女の子はかわいいと思いませんか？』（2019年、福岡放送）[5]
- 『時効警察はじめました』（2019年 、テレビ朝日）
- 『Wの悲劇』（2019年、NHK BSプレミアム）
- 『知らなくていいコト』(2020年、日本テレビ)
- ドラマスペシャル『記憶捜査〜新宿東署事件ファイル〜』（2020年、テレビ東京）
- 『刑事7人 season6』（2020年、テレビ朝日)
- 『記憶捜査2〜新宿東署事件ファイル〜』（2020年、テレビ東京)
- 『刑事7人 season7』（2021年、テレビ朝日)
- 『群青領域』（2021年、NHK総合「ドラマ10」）
- 『初恋の悪魔』（2022年、日本テレビ）
- 『パパとなっちゃんのお弁当』（2023年 、日本テレビ）
- 『神の手』（2023年、テレビ東京）
- 『●●ちゃん』（2023年、テレビ朝日）
- 『舟を編む 〜私、辞書つくります～』（2024年、NHK総合）
- 『記憶捜査3〜新宿東署事件ファイル〜』（2025年、テレビ東京)
- 『永遠についての証明』（2025年、NHK)

### 映画・テレビドラマ以外
- 『寝ないで超Z級映画』（1995年・1996年、TBS、演出・プロデュース）